# Miyoshi (Tokushima)
Miyoshi (三好市 Miyoshi-shi?) es una ciudad localizada en la prefectura de Tokushima, Japón. En junio de 2019 tenía una población estimada de 24.368 habitantes y una densidad de población de 33,8 personas por km². Su área total es de 721,42 km².

## Geografía

### Localidades circundantes
- Prefectura de Tokushima
  - Higashimiyoshi
  - Mima
  - Naka
  - Tsurugi
- Prefectura de Ehime
  - Shikokuchūō
- Prefectura de Kagawa
  - Kan'onji
  - Mannō
  - Mitoyo
- Prefectura de Kōchi
  - Kami
  - Ōtoyo

## Demografía
Según los datos del censo japonés, esta es la población de Miyoshi en los últimos años.
| 1995   | 2000   | 2005   | 2010   | 2015   |
| ------ | ------ | ------ | ------ | ------ |
| 40.087 | 37.305 | 34.103 | 29.951 | 26.836 |

## Relaciones internacionales

### Ciudades hermanadas
- Tukwila, Estados Unidos – desde 1979
- The Dalles, Estados Unidos – desde 2003